# Team NetApp-Endura/2013

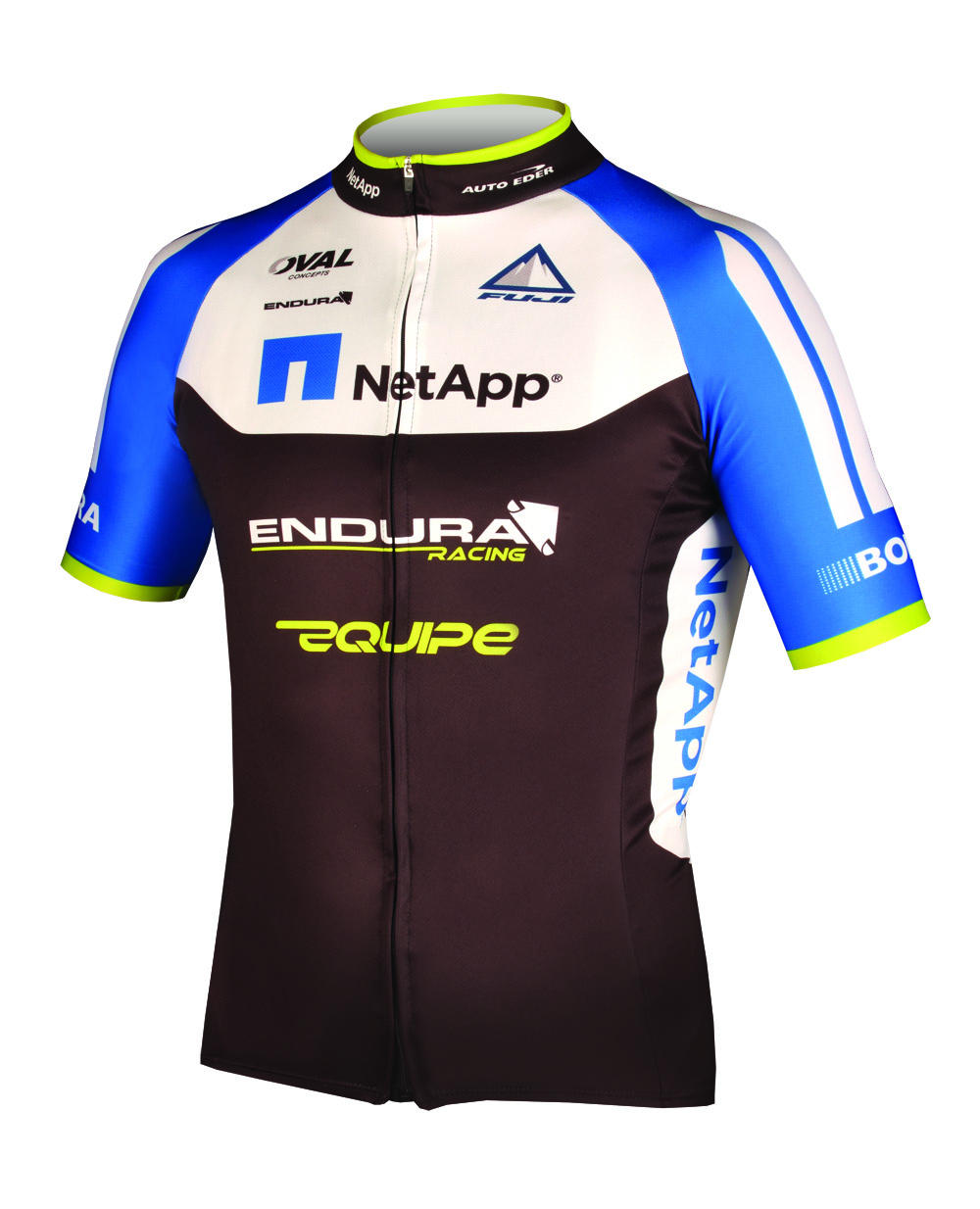

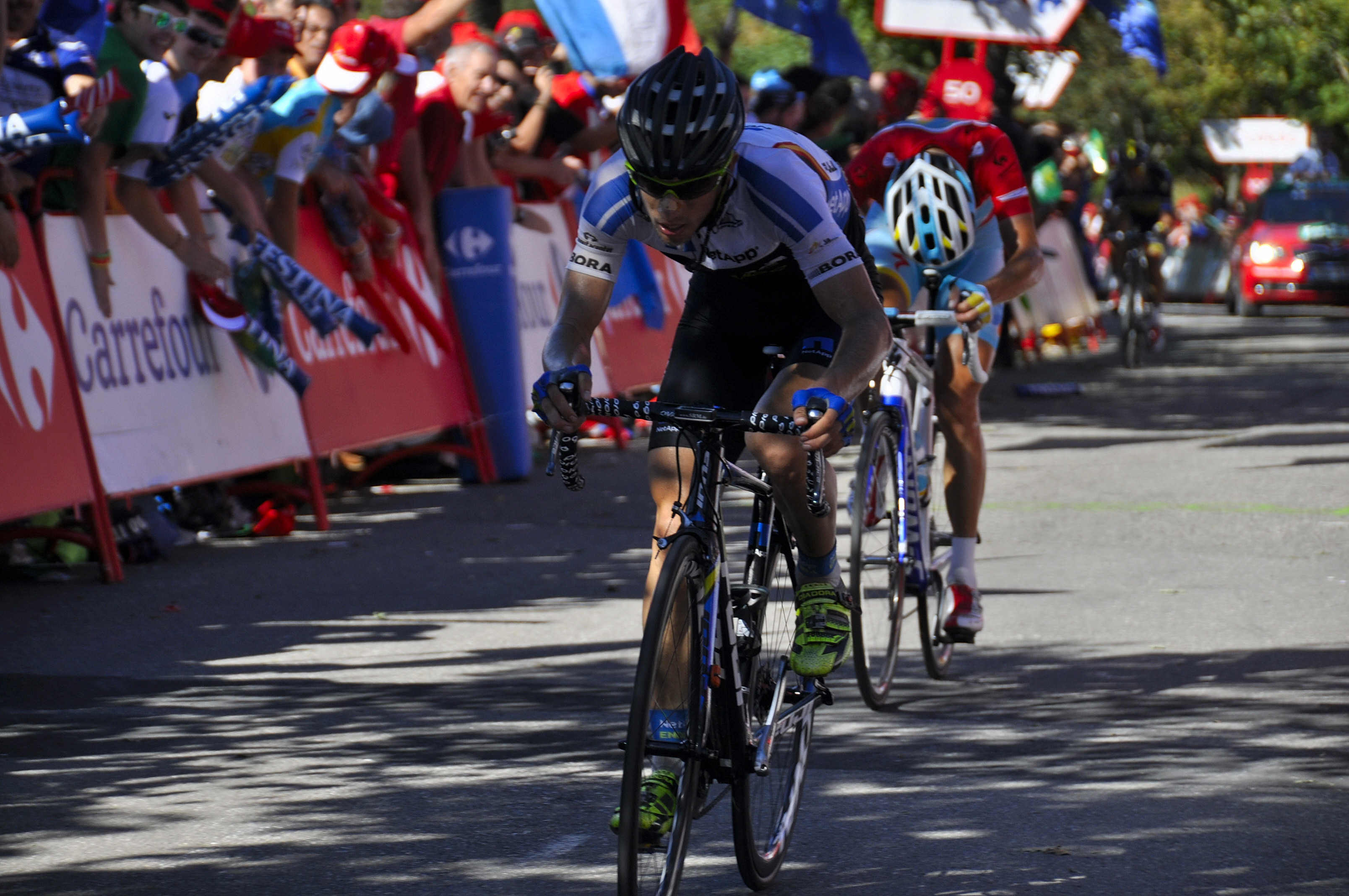
Ronde van Spanje: König laat Nibali zweten.

Deze pagina geeft een overzicht van de Team NetApp-Endura-wielerploeg in 2013.

## Algemene gegevens
Sponsors: NetApp
Algemeen manager: Ralph Denk
Ploegleider: Jens Heppner, Enrico Poitschke
Classificatie : Professional Continental Team
Fietsmerk: Simplon
Land: Duitsland

## Renners
| Naam                 | Geboortedatum     | Nationaliteit       | Ploeg 2012             |
| -------------------- | ----------------- | ------------------- | ---------------------- |
| Jan Barta            | 07 december 1984  | Tsjechië            |                        |
| Cesare Benedetti     | 03 augustus 1987  | Italië              |                        |
| Iker Camaño          | 14 maart 1979     | Spanje              | Endura Racing          |
| David de la Cruz     | 06 mei 1979       | Spanje              | Caja Rural             |
| Zakkari Dempster     | 27 september 1987 | Australië           | Endura Racing          |
| Russell Downing      | 23 augustus 1978  | Verenigd Koninkrijk | Endura Racing          |
| Markus Eichler       | 18 februari 1982  | Duitsland           |                        |
| Bartosz Huzarski     | 27 oktober 1980   | Polen               |                        |
| Blaz Jarc            | 17 juli 1988      | Slovenië            |                        |
| Roger Kluge          | 05 februari 1986  | Duitsland           | Project 1t4i           |
| Leopold König        | 15 november 1987  | Tsjechië            |                        |
| Ralf Matzka          | 24 augustus 1989  | Duitsland           | Thüringer Energie Team |
| Jonathan McEvoy      | 2 augustus 1989   | Verenigd Koninkrijk | Endura Racing          |
| José Mendes          | 24 april 1985     | Portugal            | LA Aluminios-Antarte   |
| Erick Rowsell        | 29 juli 1990      | Verenigd Koninkrijk | Endura Racing          |
| Andreas Schillinger  | 13 juli 1983      | Duitsland           |                        |
| Daniel Schorn        | 21 oktober 1988   | Oostenrijk          |                        |
| Michael Schwarzmann  | 07 januari 1991   | Duitsland           |                        |
| Scott Thwaites       | 12 februari 1990  | Verenigd Koninkrijk | Endura Racing          |
| Paul Voss            | 26 maart 1986     | Duitsland           | Endura Racing          |
| Alexander Wetterhall | 12 april 1986     | Zweden              | Endura Racing          |

### Vertrokken
| Renner             | Team 2013         |
| ------------------ | ----------------- |
| Marcel Wyss        | IAM Cycling       |
| Steven Cozza       | gestopt           |
| André Schulze      | Euskaltel-Euskadi |
| Grischa Janorschke | Abus-Nutrixxion   |
| Jérôme Baugnies    | ToWin-Josan       |
| Reto Hollenstein   | IAM Cycling       |
| Timon Seubert      | onbekend          |
| Andreas Dietziker  | gestopt           |
| Matthias Brändle   | IAM Cycling       |

## Overwinningen
Ronde van Drenthe
Winnaar: Alexander Wetterhall
Szlakiem Grodòw Piastowskich
2e etappe: Jan Bárta
Eindklassement: Jan Bárta
Ronde van Californië
7e etappe: Leopold König
Nationale kampioenschappen
Tsjechië - tijdrit: Jan Bárta
Tsjechië - wegwedstrijd: Jan Bárta
Ronde van Tsjechië
3e etappe: Leopold König
Eindklassement: Leopold König
Ronde van Spanje
8e etappe: Leopold König
2010 · 2011 · 2012 · 2013 · 2014 · 2015 · 2016 · 2017 · 2018 · 2019 · 2020 · 2021 · 2022 · 2023 · 2024 · 2025